# 国鉄ホキ5300形貨車
国鉄ホキ5300形貨車（こくてつホキ5300がたかしゃ）は、かつて日本国有鉄道（国鉄）に在籍したホッパ車である。

## 概要
本形式は、1961年（昭和36年）2月27日に日本車輌製造にて20両（ホキ5300 - ホキ5319）が製造された焼結鉱専用の30 t積私有貨車である。焼結鉱を専用種別とする形式は、本形式のみである。この焼結鉱とは製鉄原材料であり、輸送時の温度は公称50 ℃ - 60 ℃であった。このため本形式は熱対策が施されていたほか、機関車からの蒸気供給を受けて積み荷を加熱するための加熱管を保有していた。
車体は内板、断熱材、外板の3重構造でありこれらは細かい間隔でボルト止めされた。このボルトがリベットの様にも見えるため、古い設計による車の様に見えた。各標記類は、他車であれば車体に直接標記する所、専用のプレートを使用して車体より距離をおいて設置された。
所有者は、日本鋼管（現在のJFEエンジニアリング。本形式車が全車廃車後に社名変更。）の1社のみであり、常備駅は東海道本線の浜川崎駅であった。運用区間は浅野 - 浜川崎間のみの限定使用であった。
1ロットのみの製造であったため形態の変化のない形式であった。荷役方式は、上入れ、自重落下側開き式の下出し方式である。台車はベッテンドルフ式のTR41Cである。
全長は8,750 mm、全幅は2,720 mm、全高は2,655 mm、台車中心間距離は4,900 mm、実容積は21.9 m3、自重は16.2 t、換算両数は積車4.5、空車1.6である。
車体塗色は黒で、1968年（昭和43年）10月1日ダイヤ改正では高速化不適格車とされて最高速度65km/hの指定車となり、識別のため記号に「ロ」が追加され「ロホキ」となり黄1号の帯を巻いている。
1970年（昭和45年）5月26日に8両（ホキ5312 - ホキ5319）が廃車となった。
1971年（昭和46年）12月28日に最後まで在籍した12両（ホキ5300 - ホキ5311）が廃車となり形式消滅した。製造より約11年という短い期間であった。